# Kaple Panny Marie (Stichlův Mlýn)
Kaple Panny Marie se nachází zhruba jeden kilometr severovýchodně od obce Andělská Hora v místě, kde stávala ves Stichlův Mlýn.

## Historie a popis
Kapli nechal vystavět tehdejší majitel Stichlova mlýna pan Johann Schöttner. Kaple svému účelu sloužila až do nuceného odsunu německého obyvatelstva po druhé světové válce, kdy nejen zanikla celá vesnice, ale i samotná kaple začala chátrat.
Jedná se o obdélnou kapli s půlkruhovým presbytářem, kterou kryje břidlicová střecha. Součástí je i hranolová zvonička ze dřeva. Vstupní průčelí je zakončeno trojúhelníkovým štítem se sochou Panny Marie, které je kaplička zasvěcena. Vnitřek kaple má plochý strop, dříve byla vnitřní stěna závěru zdobena a doplněna nápisem ST. MARIA ORA PRO NOBIS.
Mezi lety 2009 a 2011 se kaple dočkala rekonstrukce, kterou provedlo Občanské sdružení Andělská Hora. Znovuvysvěcení a otevření kaple proběhlo 10. září 2011. V blízkosti kaple se nachází posezení a je možné se k ní od Andělské Hory dostat po žluté turistické trase.